# Xã Seward, Quận Nobles, Minnesota
Xã Seward (tiếng Anh: Seward Township) là một xã thuộc quận Nobles, tiểu bang Minnesota, Hoa Kỳ. Năm 2010, dân số của xã này là 208 người.